# Dietes bicolor
Dietes bicolor är en irisväxtart som först beskrevs av Ernst Gottlieb von Steudel, och fick sitt nu gällande namn av Robert Sweet och Friedrich Wilhelm Klatt. Dietes bicolor ingår i släktet Dietes och familjen irisväxter. Inga underarter finns listade i Catalogue of Life.

## Bildgalleri

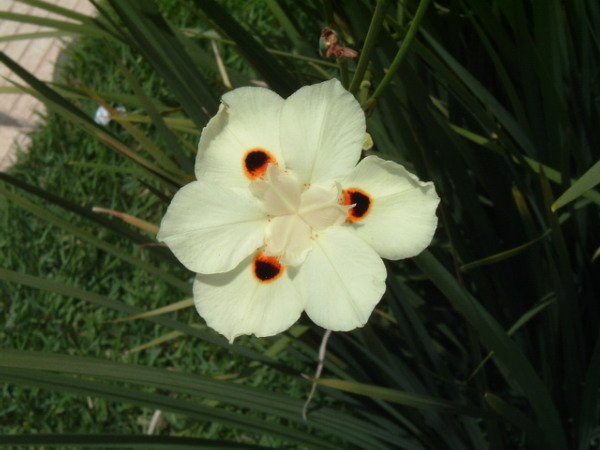
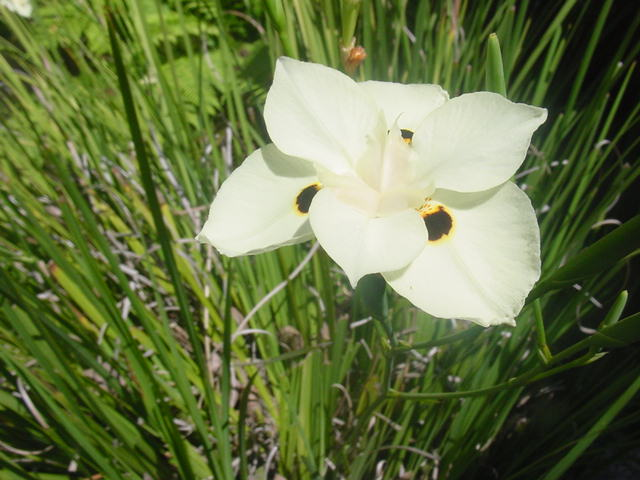
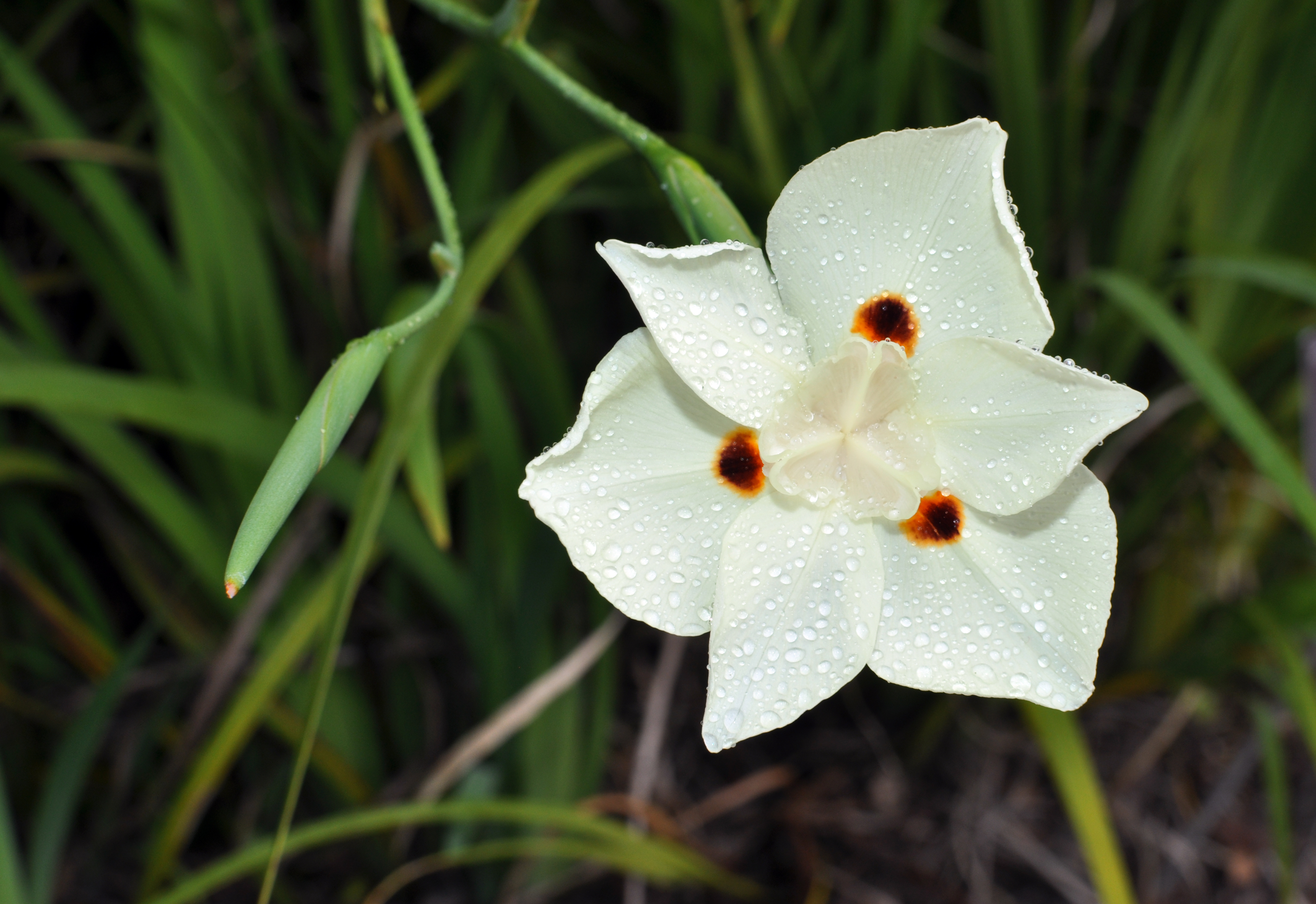
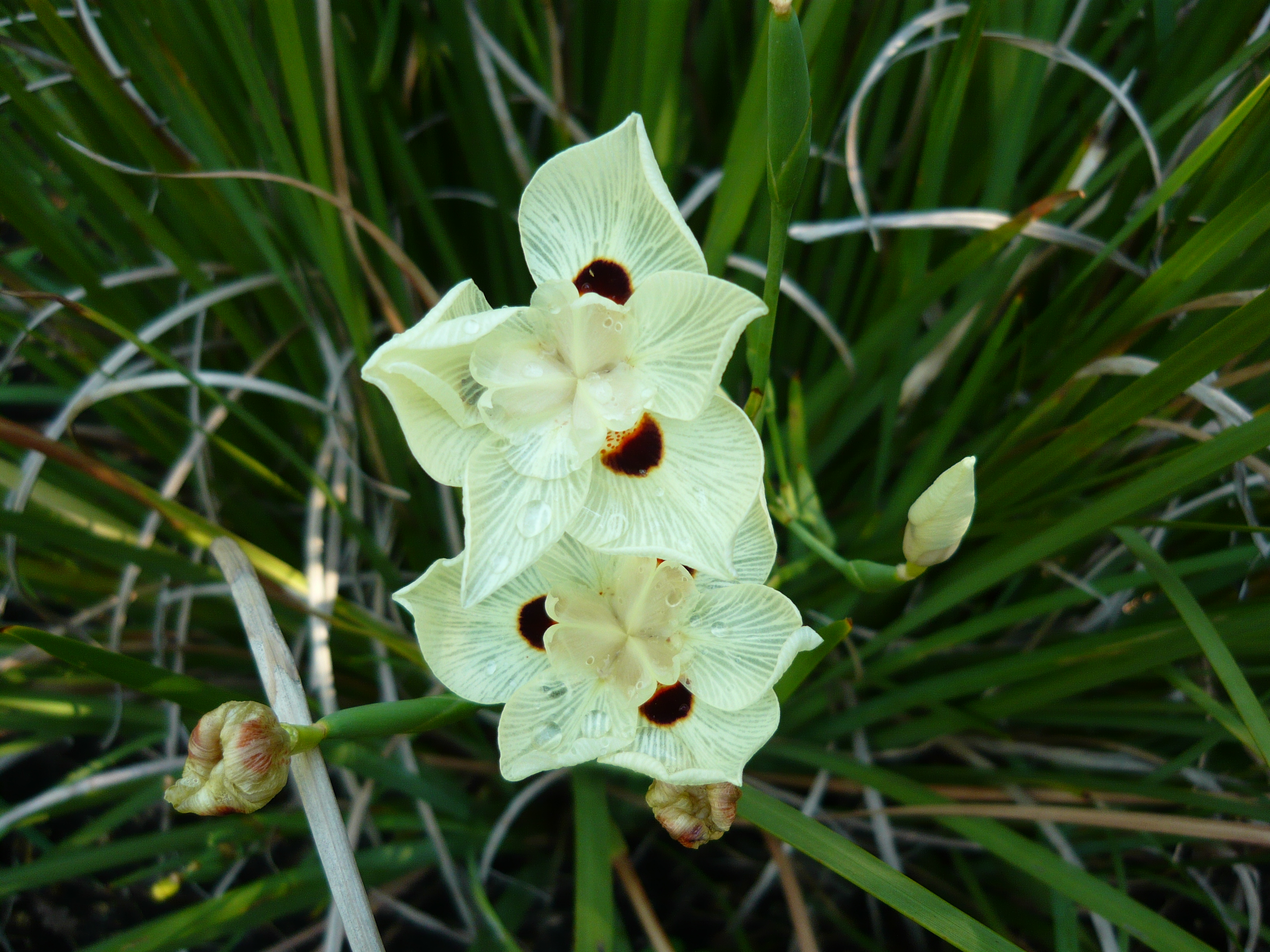
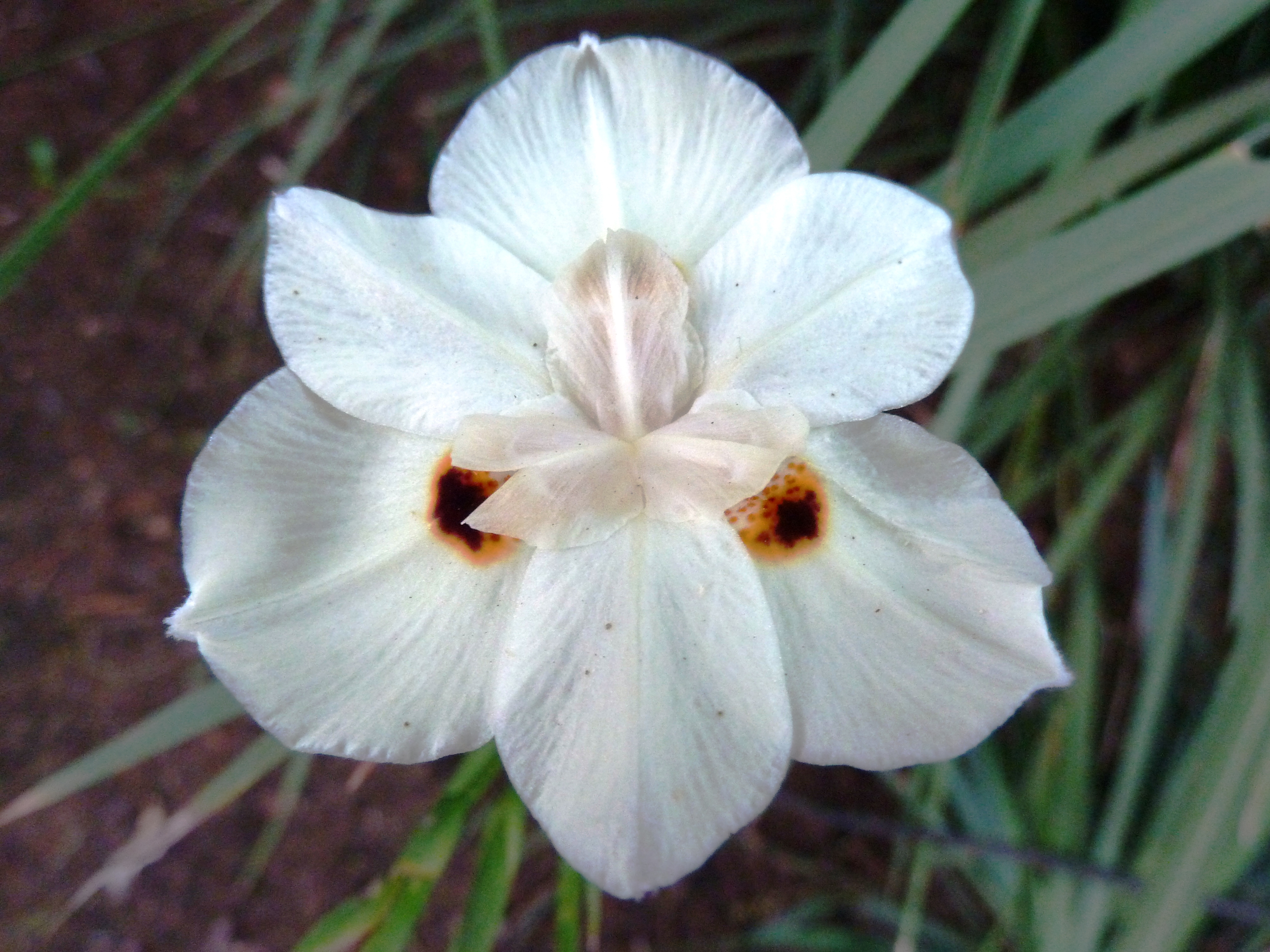
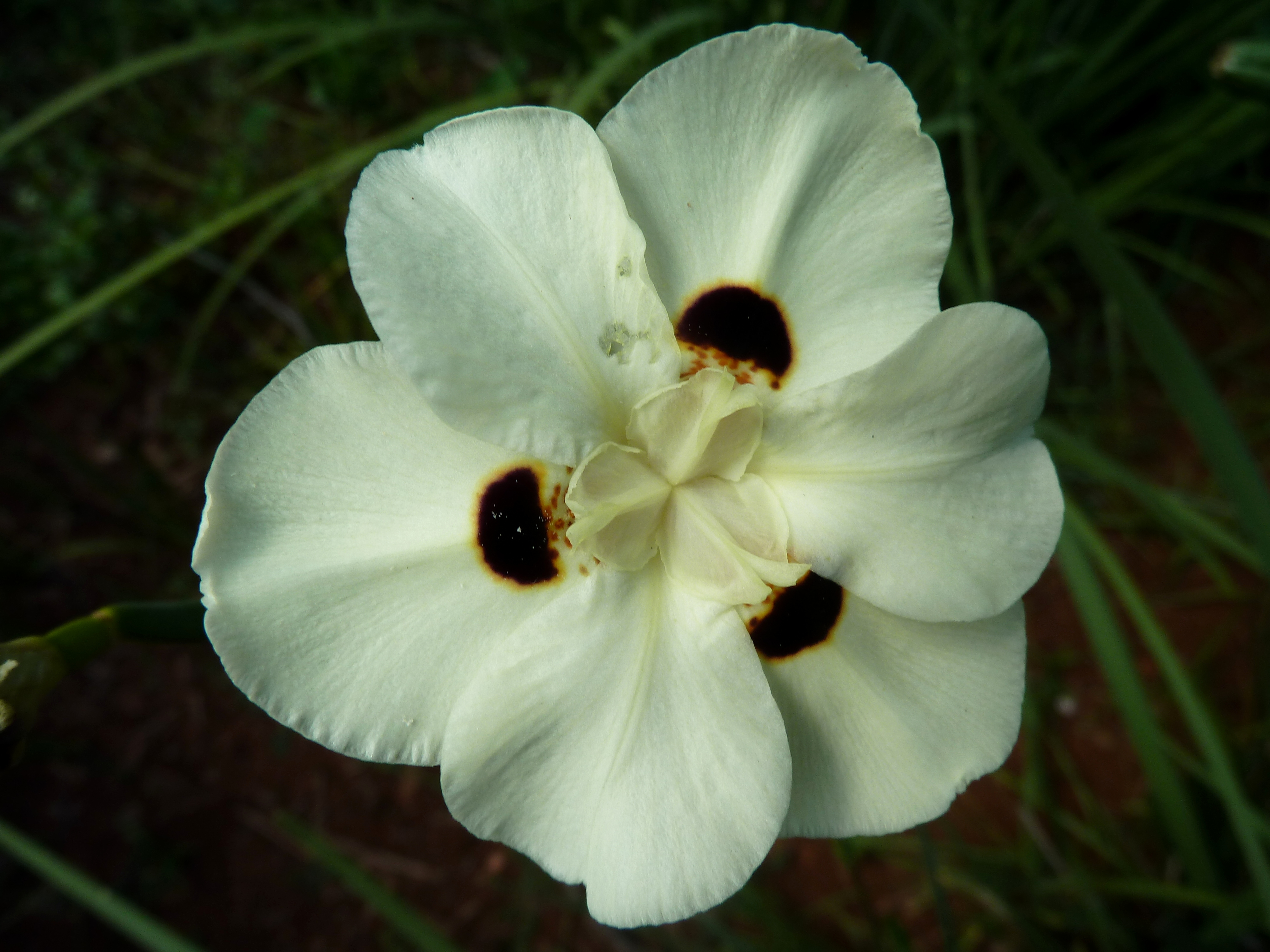